# Sean
Seán [ʃɔːn] bzw. (in anglisierter Schreibweise ohne Akut) Sean ist ein männlicher (selten auch weiblicher) Vorname.

## Herkunft und Bedeutung
Seán ist die irische Form von Johannes (engl. Form John).
Der Name stammt vom zur Zeit der anglo-normannischen Eroberung nach Irland gekommenen französischen Namen Jean, altfranzösisch Jehan (über lateinisches Iōhannēs, altgriechisches Ἰωάννης (Iōannēs) vom hebräischen יוֹחָנָן (Jōħānān), Bedeutung dieser Namenswurzel: „JHWH ist gnädig“).
Die weibliche Entsprechung mit gleicher Bedeutung im Irischen ist Siobhán [ʃəˈvɔːn], im Englischen Joan oder Jane und im Walisischen Siân oder Sian [ʃɑːn].

## Namenstag
24. Juni, 27. Dezember

## Verwandte Namen
Weitere anglisierte Schreibungen des irischen Namens sind:
- Shane
- Shaun
- Shawn

## Namensträger

### Männlicher Vorname
- Sean Astin (* 1971), US-amerikanischer Schauspieler
- Seán Barrett (* 1944), irischer Politiker (Fine Gael)
- Sean Bean (* 1959), britischer Schauspieler
- Sean Biggerstaff (* 1983), britischer Schauspieler
- Sean Blanchard (* 1978), kanadischer Eishockeyspieler
- Seán Brady (* 1939), irischer Geistlicher, Erzbischof von Armagh
- Sean Callery (* 1964), US-amerikanischer Komponist
- Seán Cannon (* 1940), irischer Sänger und Gitarrist
- Sean Combs  (* 1969), US-amerikanischer Rapper
- Sean Connery (1930–2020), britischer Schauspieler
- Sean Corbin (* 1966), US-amerikanischer Basketballschiedsrichter
- Sean Dillon (* 1983), irischer Fußballspieler
- Seán Doherty (1944–2005), irischer Politiker
- Sean Dundee (* 1972), südafrikanisch-deutscher Fußballspieler
- Sean Edwards (1986–2013), britischer Automobilrennfahrer
- Seán Fallon (1937–1995), irischer Politiker (Fianna Fáil)
- Sean Finn (Basketballspieler) (* 1982), US-amerikanischer Basketballspieler
- Seán Flanagan (1922–1993), irischer Politiker (Fianna Fáil)
- Sean Patrick Flanery (* 1965), US-amerikanischer Schauspieler
- Sean Flynn (Fotograf) (1941–1970), US-amerikanischer Fotograf
- Sean Flynn (Schauspieler) (* 1989), US-amerikanischer Schauspieler
- Seán Fortune (1954–1999), irischer Geistlicher
- Sean Franklin (* 1985), US-amerikanischer Fußballspieler
- Seán Gallagher (* 1962), irischer Unternehmer und Politiker
- Seán Gibbons (1883–1952), irischer Politiker
- Seán Goulding (1877–1959), irischer Politiker
- Seán Haughey (* 1961), irischer Politiker
- Sean Hoare (1963/64–2011), britischer Journalist
- Sean Johnson (* 1989), US-amerikanischer Fußballtorhüter
- Seán Keane (1946–2023), irischer Geigenspieler
- Sean Kelly (Schriftsteller) (1940–2022), kanadischer Schriftsteller und Humorist
- Seán Kelly (Politiker) (* 1956), irischer Lehrer, Sportfunktionär und Politiker
- Sean Kelly (Radsportler) (* 1956), irischer Radrennfahrer
- Sean Kelly (Fußballspieler) (* 1993), schottischer Fußballspieler
- Sean Dylan Kelly (* 2002), US-amerikanischer Motorradrennfahrer
- Sean Kingston (* 1990), US-amerikanischer Sänger
- Seán Lemass (1899–1971), irischer Politiker
- Sean Lennon (* 1975), US-amerikanischer Musiker
- Seán Lester (1888–1959), irischer Journalist, Politiker und Diplomat
- Seán Dublin Bay Rockall Loftus (1927–2010), irischer Umweltaktivist und Politiker
- Seán MacBride (1904–1988), irischer Politiker
- Seán MacEntee (1889–1984), irischer Politiker
- Seán Mac Eoin (1893–1973), irischer Generalleutnant und Politiker
- Seán MacSwiney, irischer Politiker
- Sean Maguire (* 1976), englischer Schauspieler und Sänger
- Sean Maher (* 1975), US-amerikanischer Schauspieler
- Sean Mason (* 1998), US-amerikanischer Jazzmusiker
- Seán McCaughey (1915–1946), irisches Mitglied der IRA
- Seán McLoughlin (* 1990), irischer Webvideoproduzent
- Seán Moore (Politiker) (1913–1986), irischer Politiker
- Seán Moylan (1888–1957), irischer Politiker
- Seán Murray (1898–1961), irischer Politiker
- Sean Murray (* 1977), US-amerikanischer Schauspieler und Komponist
- Sean Nelson (* 1980), US-amerikanischer Schauspieler
- Seán O’Casey (1880–1964), irischer Dramatiker
- Seán Ó Ceallaigh (1882–1966), irischer Politiker, Präsident 1945 bis 1959
- Seán O’Faoláin (1900–1991), irischer Schriftsteller
- Seán Óg Ó hAilpín (* 1977), irisch-fidschianischer Hurling- und Gaelic-Football-Spieler
- Seán Ó hÉideáin (* 19**), irischer Diplomat
- Seán Ó Sé (* 1936), irischer Sänger
- Sean Paul (* 1973), jamaikanischer Sänger
- Sean Penn (* 1960), US-amerikanischer Schauspieler
- Sean Perry (* 1996), US-amerikanischer Pokerspieler
- Sean Rosenthal (* 1980), US-amerikanischer Beachvolleyballspieler
- Sean Russell (* 1952), kanadischer Fantasy-Autor und Autor historischer Seeromane
- Sean Scully (* 1945), irischer Maler
- Sean Simpson (* 1960), kanadischer Eishockeyspieler und Trainer
- Sean Smith (* 1965), US-amerikanischer Jazzmusiker
- Seán Treacy (IRA-Mitglied) (1895–1920), irischer Freiheitskämpfer (IRA)
- Seán Treacy (Politiker) (1923–2018), irischer Politiker (Irish Labour Party)
- Sean Varah (*  1968), kanadischer Komponist und Cellist
- Sean Vendy (*  1996), englischer Badmintonspieler
- Sean Weatherspoon (* 1987), US-amerikanischer American-Football-Spieler
- Sean Welch (Filmproduzent) (* 1965), Filmproduzent
- Sean Winter (* 1990), US-amerikanischer Pokerspieler
- Sean Wright (* 1971), US-amerikanischer Basketballschiedsrichter
- Sean Wroe (* 1985), australischer Leichtathlet
- Sean Yazbeck (* 1973), britischer Unternehmer und Schauspieler

### Weiblicher Vorname
- Sean Young (* 1959), US-amerikanische Schauspielerin

### Familienname
- Christopher Sean (* 1985), US-amerikanischer Schauspieler und Model
- Jay Sean (* 1981), britischer R&B-Sänger